# Andrej Plenković
Andrej Plenković (* 8. dubna 1970 Záhřeb) je chorvatský politik a diplomat, od října 2016 předseda vlády Chorvatska a od srpna téhož roku předseda konzervativního Chorvatského demokratického společenství. V letech 2013–2016 zasedal v Evropském parlamentu, než na poslanecký mandát rezignoval v důsledku nástupu do premiérského úřadu.

## Osobní život
Narodil se roku 1970 v chorvatské metropoli Záhřebu, tehdejší součásti Jugoslávie, do rodiny univerzitního profesora Maria Plenkoviće († 2022) a kardioložky Vjekoslavy Raosové Plenkovićové. Po maturitě v roce 1988 nastoupil na Právnickou fakultu Záhřebské univerzity, kde získal magisterský titul o pět let později. Diplomovou práci nazvanou „Instituce Evropských společenství a tvorba rozhodovacího procesu“ vypracoval na Katedře mezinárodního veřejného práva pod vedením profesorky Niny Vajićové, bývalé soudkyně Evropského soudu pro lidská práva ve Štrasburku.
V roce 2014 se oženil s právničkou Anou Maslaćovou, nejdřív se jim narodil syn Mario. Na začátku listopadu 2016 se jim narodila dcera Mila a na konci března 2022 se jim narodil syn Ivan.

## Diplomatická a politická kariéra
Po absolvování Právnické fakulty Záhřebské univerzity v roce 1993 se stal kariérním úředníkem na chorvatském ministerstvu zahraničních věcí a evropských záležitostí. Roku 2002 ukončil postgraduální studium v oboru mezinárodní právo a byl jmenován zástupcem vedoucího stálého zastoupení Chorvatska při Evropské unii. V období 2005–2010 sloužil jako zástupce velvyslance ve Francii a následně se vrátil na ministerstvo, kde působil na pozici státního tajemníka pro evropskou integraci.
V prosinci 2011 byl zvolen do jednokomorového chorvatského parlamentu Saboru, jenž opustil v srpnu 2013 nabytím mandátu člena Evropského parlamentu.
Jako volební lídr Chorvatského demokratického společenství (HDZ) dovedl stranu k vítězství v předčasných zářijových parlamentních volbách 2016, když centropravicová aliance vedená HDZ získala ve 151členném zákonodárném sboru 61 křesel. Po předložení 91 poslaneckých podpisů zaručujících většinu jej 10. října 2016 navrhla prezidentka republiky Kolinda Grabarová Kitarovičová do úřadu předsedy vlády. O devět dní později vyslovil parlament 91 hlasy důvěru nastupující Plenkovićově vládě. Ve 21členném kabinetu zasedli zástupci HDZ s proreformním koaličním partnerem Most nezávislých kandidátek (Most nezavisnih lista) a nezávislými. Nově zřízen byl úřad ministra pro státní majetek.